# 生成文法
生成文法（せいせいぶんぽう、英: generative grammar）は、ノーム・チョムスキーの 『言語理論の論理構造』（The Logical Structure of Linguistic Theory、1955/1975）、 『文法の構造』（Syntactic Structures、1957）といった著作や同時期の発表を契機として起こった言語学の理論である。

## 概論
チョムスキーの示したドグマ・ドクトリンとしては、脳の言語野に損傷を持たない人間は幼児期に触れる言語が何であるかにかかわらず驚くほどの短期間に言語獲得に成功するが、これは言語の初期状態である普遍文法（英: universal grammar, UG）を生得的に備えているためであると考える。生成文法の目標は、定常状態としての個別言語の妥当な理論を構築し（記述的妥当性）、第一次言語獲得における個別言語の獲得が成功する源泉としての初期状態であるUGの特定とそこからの可能な遷移を明らかにする（説明的妥当性）ことである。そして言語を司る「器官」を心/脳のモジュールとし、言語学を心理学/生物学の下位領域とする。
しかし、以上のような考えが根底にはあるが、テクニカルには主として句構造規則からの「生成」（数学における「生成」に由来しており、むしろ「定義」の意味に近い）による文法、句構造文法を主として言語（もっぱら自然言語だが、次に述べるように形式言語にも波及した）を扱うことを特徴とする言語学である。またチョムスキーによれば「生成」という語は明示的であるということを意味する（ただし、「生成」の意味には変化があるとしてジェームズ・マコーレーの批判がある。チョムスキーはそれを否定しており、変化は無いとしている）。
言語学的には自然言語を対象として広がった分野であるが、前述のテクニカルな面は形式言語との親和性もあり、「チョムスキー階層」などは「形式言語とオートマトンの理論」と呼ばれる数理の分野における基本概念となっている。
生成文法は音韻論、形態論、意味論、言語獲得など一般に扱うが統語論が主となっている。以下では統語論に話題を絞り、他の領域に関してはそれぞれ関連記事を参照されたい。
生成文法のうち、変換を含む言語理論は計算上非現実的として変換を含まない生成文法があり、区別して非変換（論的）生成文法ということがある。

## 生成文法の基本的考え方

### 生成文法前史
生成文法以前にアメリカで主流であった言語学は構造主義言語学であった。ヨーロッパにおける構造主義言語学と区別してアメリカ構造主義と呼ばれることもある（ヨーロッパにおける構造主義言語学は、一般にソシュールが祖とされ、いわゆる「近代言語学」とも。なお、単に「構造主義」で特にヨーロッパの側のほうを指すことも多い）。
アメリカ構造主義言語学は、与えられた音声データから一定の手続きに従って音韻論、形態論、統語論と記述を進めるというものであるが、音素や形態素の分類が行われれば一応の目的達成とされるものであった。これはヨーロッパの言語とは系統的に無関係で、アプリオリに分析の方法が与えられていないネイティブ・アメリカンの言語を記述するための方法論として発展してきたことをひとつの大きな契機としている（詳細は構造主義言語学の記事を参照）。
関連事項として、当時の心理学は行動主義心理学の全盛期であり、人間の行動をすべて刺激とそれへの反応が一般化したものと捉え、直接観察可能でない心的現象行動についても観察可能な行動に還元する傾向にあったことがあげられる。心的現象に関わる意味論は心理学のこのような傾向に歩調を合わせる形で優先順位を後にされ、生成文法の萌芽期と時期的に重なる成分分析まで延期されていた。また、アメリカ構造主義は「科学的方法」を看板としていたが、科学哲学としては論理実証主義を背景として検証可能なもののみを言語学の対象としていたが、その対象を自ら狭め、また音素、形態素の認定に意味が果たす役割には無自覚であるか、あえて不問に付していた。
その結果、アメリカ構造主義においては多くの言語を対象としたデータの膨大な蓄積をもたらしたが、その一方で伝統的言語研究とは断絶状態となって多くの重要な設問は禁止された状態にあり、データの蓄積が言語に対する洞察を深めることにはならなかった。

### 生成文法以前の「生成文法」
生成文法は合理論に与し、アメリカ構造主義の経験論に対立する。生得的な知識に関しては古代ギリシアの哲学者プラトンの対話篇『メノン』に現れる数理的知識の議論がある。文法としては古代インドのパーニニによる文典が最古の「生成文法」とされる。チョムスキーが生成文法をデカルト的（cartesian）と冠していることからわかるように、ルネ・デカルトの思想は生成文法に大きな影響を与えている。また、アメリカ構造主義の重要な言語学者とされるレナード・ブルームフィールド、エドワード・サピアの研究に「生成文法」を先取りする考えが含まれており、また伝統的研究に属すると言えるオットー・イェスペルセンの英語の分析は現在においても重要な影響を与え続けている。

### 言語能力と言語運用
非本質的な要因の関与を排除して理想化をほどこした、個別言語の話者の脳に内在する言語機能を言語能力と呼び、それを利用した、注意力・記憶力の限界、発話意図の変更、物理的制約などの要因の影響を受ける言語使用の側面を言語運用と呼んで区別した。言語能力と言語運用の区別はしばしばソシュールのラングとパロールの区別と対比されるが、これらは社会的側面と個人における実現という区別であり、全く異質なものである。

### 容認性と文法性
生成文法は、言語現象のあらゆる現われをデータとするが、そこで重要なのは母語話者の判断である。母語話者の判断は、その人が持つ言語の直観を反映するが、そこには様々な要因が組み合わさって現象する。その直観を反映した判断を容認性と呼ぶ。上で述べたような事情から、容認性判断は言語能力を直接反映したものとは言えない。研究の過程で非本質的な要因を除外していくと、最終的に目的としている文法にたどり着くと考えられる。この文法に照らし合わせた構造記述の適格性を文法性と呼ぶ。究極的には、真の文法が得られた場合に限り文法性の評価が可能となる。なお、言語学の慣用として、容認不可能なデータの前に'*'（アステリスク、星印）を、容認不可能とは言えないが許容度のかなり下がるデータの前に'?'を付すことになっている。

### 生成文法と言語獲得
生成文法は言語獲得を説明することも課題として掲げている。
乳幼児は第一次言語獲得において、生後半年ほどでまわりの大人の話す個別言語の弁別素性（例えば音素）を特定し、一年ほどで多くの音と意味の結びつきを覚える。さらに一語文の時期を経て二語以上の語からなる構造を持った発話を産出するころには、基本的な統語構造をほぼ獲得しているものと見られる。
言語獲得は生得的な初期状態であるUG（普遍文法）から定常状態である個別言語への遷移と理解され、生成文法は、自然言語であればどのような個別言語の状態へも遷移可能なだけ豊かで、第一次言語獲得が短期間になされること、自然言語としてあり得ない言語へと遷移できないことを保障するだけ十分に制限されたUGを特定することを課題の一つとする。この課題を達成する理論を説明的妥当性を備えた理論という。
生成文法以前には、生得的構造を仮定せずに類推によって言語は獲得されると考えられることも多かったが、類推の基礎になるデータがないにもかかわらず、自由に構造が生成されるという事実がある。これはプラトンの問題、言語獲得についての論理的な問題などと呼ばれる。また、幼児はどのようなものが正しいかという情報を得ることができないこと（否定証拠の欠如）も指摘される。

### 普遍文法の求め方
説明的妥当性を持つ理論は初期状態である普遍文法（UG）の性質を記述する。ではUGの性質を知るにはどのようにしたらよいのであろうか。以下は黒田成幸の説明に基づく。子供は、自分の周りの大人が話す個別言語Lのデータを基にして、Lを獲得する。その際の、データを入力として個別言語を出力とするものを言語獲得装置（language acquisition device、LAD）ということがある。LADを関数とし、そこに入力されるデータをlとすると、言語獲得を次のように定式化することができる。
{\displaystyle \operatorname {LAD} (l)=L}
例えば日本語（J）の獲得、英語（E）の獲得、アラビア語（A）の獲得、...、言語Lnの獲得を次のように表すことができる：
{\displaystyle \operatorname {LAD} (j)=J}
{\displaystyle \operatorname {LAD} (e)=E}
{\displaystyle \operatorname {LAD} (a)=A}
{\displaystyle \dotsc }
{\displaystyle \operatorname {LAD} (l_{\operatorname {n} })=L_{\operatorname {n} }}
ここで、言語学者には言語獲得に決定的となる情報の総体（関数LADへの入力＝データ）がどのようなものかを知ることはできない。しかし記述的妥当性を備えた文法は出力としての個別言語を知っている。このようなことから、言語獲得において関数LADとそれへの入力は未知であるが、その出力である個別言語を既知として連立方程式を立てることができ、LADはその連立方程式を解くことで求めることができる。LADは、UGの定数である原理と、変数であるパラメータ、及びパラメータの指定方法によって構成されると考えることができる。

## 変形生成文法の展開
生成文法は1950年代の発足当初から理論の積み重ねを経て今日に至っているが、その積み重ねは小さな修正の集積だけではなく、非常に大きな枠組みの変革も含まれている。巨視的に見ると、生成文法はこれまでに3度の大規模な理論的変革を経験している。概念的・思想的な側面では一貫しているが、議論を進める上での技術的な側面では非常に大きな変更がなされており、変革を期に生成文法の研究を離れる研究者が現れたり、また、変革が起こるたびに「一貫性のない理論である」という批判を受けるなどしてきた。こうした大幅な理論の変革は生成文法の特徴の一つとなっている。
しかし、新たに提示される枠組みは、以前の枠組みで説明されてきたものをメタ的に説明できるようになっており、道具立て自体は破棄されても、それまでの理論的蓄積はより一般化された形で説明される。つまり、生成文法では新たな理論がまったく恣意的に作り出されるのではなく、従来の理論をより一般化するように理論が発展してきている。
生成文法の枠組みの変革は以下のようにまとめられる
- 規則に基づく枠組み： 言語を産出する規則を網羅する。言語記号列はすべて規則に基づいていて、誤った形は作り出されない。
- 制約に基づく枠組み： 誤った記号列を排除する制約を立てる。規則は存在せず、記号列は全く任意に組み合わされるが、その中で文法に適合しないものは排除される。
- 動機に基づく枠組み： 言語を形成する局所的な動機を明らかにする。記号は何も動機がなければ任意に組み合わさったり移動したりしないが、文法的な動機が与えられると局所的に組み合わされてゆき、全体で言語列を形成する。

この理論的変遷を歴史的に見ると以下のようになる。すなわち、当初は考えられる規則を網羅的に記述していたが、規則が増えるに従い体系が煩雑になったため、1970年代の終わりごろから1980年代の終わりにかけて、可能な規則を規定するメタ規則や誤った文を排除する制約が考えられた。これは原理とパラメターのアプローチと呼ばれ、言語は普遍的な有限の原理と個別言語ごとに規定されたパラメターから成ると仮定されている。1980年代の終わりからは、言語を計算とみなし、経済性や最適性に着目した極小主義プログラム（ミニマリスト・プログラム）が提唱された。

### 句構造規則と変形規則
チョムスキーの著書『文法理論の諸相』（Syntactic Structures、SS、1965年）では、アメリカ構造主義言語学のIC分析と呼ばれる文の分析方法が句構造規則によって改めて捉えなおされた。
例えば、
```
A girl liked a boy.
```

という文には
```
[
S
[
NP
[
D
 
a
][
N
 
girl
]]
[
VP
[
V
 
liked
][
NP
[
D
 
a
][
N
 
boy
]]]]
```

という分析が与えられ、次のような、連続し順序付けられた構成素に分析していく書き換え規則によって導出される。括弧()で括られた要素は任意要素である。'^'は範疇の結合を表すものとする。句構造規則は順序付けがなされていない。
```
S → NP^VP
VP → V^NP
NP → (D^)N
V → {liked, ...}
N → {girl, boy, ...}
D → {a, the, my, some, every, ...}
```

個別言語はSの集合と見なされる。Sは文（sentence）を示唆しており、句構造の派生の端緒となるため始発記号と呼ばれる。NPは名詞句（noun phrase）、VPは動詞句（verb phrase）、Nは名詞（noun）、Vは動詞（verb）である。Detは限定詞（determiner）と呼ばれ、伝統文法でいう冠詞のほか、my, some, everyなどの要素を含む。終端記号は'a', 'girl', 'boy', 'liked'のような語彙項目である。
書き換え規則の適用は終端記号にたどり着くまで再帰的に適用される。句構造の派生は非終端記号のみからなる記号列、非終端記号と終端記号非終端記号からなる記号列、終端記号のみ非終端記号のみからなる記号列となり、上の文の派生を集合論的に示すと
```
{
S
,NP^VP,NP^V^NP,D^N^VP,D^N^V^NP,D^N^V^D^N,
D^girl^VP,a^N^VP,a^girl^VP,NP^liked^NP,a^N^liked^NP,D^girl^liked^NP,NP^V^D^N,NP^like^D^N,
NP^V^a^N,NP^V^D^boy,NP^like^a^N,NP^like^D^boy,NP^like^a^boy,a^N^V^D^N,a^girl^V^D^N,
a^N^liked^D^N,a^N^V^a^N,a^N^V^D^boy,D^girl^liked^D^N,D^girl^V^a^N,D^girl^V^D^boy,
D^girl^V^D^N,D^N^liked^D^N,D^N^liked^a^N,D^N^liked^D^boy,D^N^V^a^N,D^N^V^a^boy,D^N^V^D^boy,
a^girl^liked^D^N,a^girl^V^a^N,a^girl^V^D^boy,D^girl^liked^D^N,D^girl^like^a^N,
D^girl^liked^D^boy,a^girl^liked^a^N,a^girl^liked^D^boy,D^N^V^a^N,D^N^V^D^boy,

a^girl^liked^a^boy
}
```

となる。
再帰性はしばしば人間言語のもっとも根本的な性質として挙げられる。
ところで、SSではこのように句構造規則を定式化した後、このようなタイプの規則だけでは派生できない構造が指摘された。そのような構造を派生するために、新たに導入されたタイプの規則が変換規則である。変換規則の例として受動変換がある。受動変換はおおむね次のように述べられる：
```
Passivization

NP-V-NP
1 - 2 - 3 → 3 - be+en - 2 (- by 1)
```

矢印の前の部分を構造分析、後の部分を構造変化という。構造分析は変換に関わる要素だけが示される。その要素以外の部分（-で示される部分）にも様々な要素が存在するので、構造分析は連続しない要素同士の関係に言及している。変換によってもたらされた構造は非連続構成素 (discontinuous constituent) を含んでいる。このような構造は文脈自由文法では導けないとされる。またこの点を無視したとしても、能動文と、それに対応する受動文をそれぞれ別の句構造規則によって導出することにした場合、重要な一般性を失うことになる。これら二つの問題を解決する装置として導入されたのが変換規則である。なお変換規則を含む文法はチョムスキー階層におけるタイプ-2文法（文脈自由文法）より強力でなければならない。しかしながら、変換規則なしには自然言語を記述できないとされた。
上の例に受動化変換を適用すると次のようになる。
```
a girl +PAST like a boy → a boy +PAST be +en like by a girl
```

これに次のような接辞を動詞に添加する変換が適用される：
```
Affix Hopping

X-Affix-V-Y
1 - 2 - 3 - 4 → 1 - 3+2 - 4
a boy +PAST be+en like by a girl → a boy be+PAST like+en by a girl
```

これが音韻部門への出力となり、「be+PAST」は/waz/、「like+en」は/lîke+d/という基底構造に写像される。

### 標準理論
標準理論はチョムスキーの『文法理論の諸相』において、SS以降の発展が整理された理論である。カッツ-ポスタルの仮説に基づき、意味は句構造規則で生成された深層構造と呼ばれる表示からのみ解釈され、この深層構造に受動化変形などの変形規則を適用して表層構造が与えられ、この表示が音声への出力となる。すなわち、変形規則で文の意味は変わらないとされた。
```
                     辞書
                      ｜  句構造規則
  意味表示  ←→  深層構造
                      ｜  変形規則
  音声表示  ←→  表層構造

```

### 原理とパラメターのアプローチ
標準理論までの研究では記述的妥当性の達成が当面の課題とされ、その過程で様々な変形規則が提案された。この時期までは伝統文法との親和性も高かったと言える。しかし、いくつかの点で大幅な転換が必要となっていった。
まず、変形規則の適用を受けた表示で意味解釈をすると考えなければならない現象が出てきたことが上げられる。このような経験的基盤からカッツ-ポスタルの仮説は棄却された。
また、無制限に変形規則が提案される中で、その中に一般性が見出されるものがあること、あり得る変形規則というのは極めて制限されていることなどがわかってきた。Xバー理論はこのような流れの中で提案された理論である。例えばNP（名詞句）は必ずそのhead（主要部）としてNを含み、VP（動詞句）はVを含むといった内心構造に注目し、任意の範疇Xは中間投射X'を経てXPに投射される、という次のようなスキーマにまとめ、句構造規則の中の一般性を抽出した。
```
XP → (YP) X'
X' → X (ZP)
```

それと同時に、'the enemy's destruction of the city' というNPを 'The enemy destroyed the city' というSから派生する変形規則は語彙論者の仮説に基づいて棄却しながらそれらの構造のある共通性を捉えることができるようにした。1980年代後半になると、句構造規則を完全に一般化し、文を補文標識 Comp(lementizer) を主要部とする投射とし、その補部には屈折辞 Infl(exion) を主要部とする投射があり、名詞句も D(eterminer) を主要部とする投射と考えられるようになった。上に挙げた構造はXバー理論の一般化によって次のような構造に捉えなおされる：
```
[
CP
 Comp
0
 [
IP
[
DP
[
D
 
a
 ][
NP
 
girl
]][
I'
 Infl
0
 [
VP
[
V
 
liked
 ][
DP
[
D
 
a
 ][
NP
 
boy
 
]]]]]]
```

痕跡理論も、可能な変形規則を制限する方向を進めていった。この帰結として変形規則は、任意の要素を任意の位置へ移動させるMove α（αを移動せよ）というただ一つの変形規則に収斂した。例としてwh移動を取り上げて考えてみよう。次の構造ではCompが極めて近い（局所的）位置である指定部（SPEC(ifier)）がwh要素に占められていることを必要とする。しかしwh要素は要求された位置ではなく、平叙文で動詞に要求される位置と同じ位置に留まっている。
```
*[
CP
 SPEC [
C'
 Comp
0
[+wh] ... 
wh
 ...
```

この構造は不適格となる。それを避けるためにはwh要素がCompのSPECの位置に移動すればよい。この際、wh要素があった位置には痕跡(t)が残され、この痕跡が動詞との関係を満たす。
```
[
CP
 
wh
i
 [
C'
 Comp
0
[+wh] ... 
t
i
 ...
```

ただし、必要に応じてつねに移動できる、というわけではなく、境界理論によって制限される。次の例は移動によって[+wh]Compが要求する位置を占めているものの、移動が別のwh要素を越えて適用されている。wh要素は''wh''島という規則適用に対する不透明領域（opaque domain）を形成するため、このような規則適用は適格性の度合いを低くする：
```
??
[
CP
 
wh
i
 [
C'
 Comp
0
[+wh] ...[
CP
 
wh
 [
C'
 Comp
0
[+wh] ... 
t
i
 ...
```

このような枠組みでは、「wh移動」という変換規則を立ててその性質を詳しく述べるのではなく、 Move α が必要に応じて、かつ様々な制限に抵触しないように適用される、というように捉えなおされる。
このような進展に伴い、説明的妥当性を満たす理論の構築が研究課題として浮上してきた。ここに説明的妥当性、すなわち第一次言語獲得における重要な事実を捉えられるだけ十分に制限された理論が必要であるという要請と、記述的妥当性、すなわちそれまでの研究で明らかになった個別言語の多様性を捉えるに足る変異幅を持った理論が必要であるという要請の間に強い緊張関係が生まれた。これを捉えようとして1970年代末以降整備されてきた枠組みが統率・束縛理論（GB理論）であり、より一般的には原理とパラメターのアプローチである。
GB理論における文法の構成は次のような図式で示される。
```
                      辞書
                       ｜  語彙挿入
                      D構造
                       ｜  ''Move α''
                      S構造 <---> PF (      form)
                       ｜  ''Move α''
                       LF（logical form）

```

表層構造が、PFと呼ばれる音声表示とLFと呼ばれる意味表示に結びついている、というモデルに変更された。また深層心理などの連想で誤解を呼んだ深層構造・表層構造といった用語が避けられ、位置づけの変更に伴ってD構造、S構造という名称が与えられた。この枠組みにおいて統語論における比較研究、対照研究が加速した。

### ミニマリスト・プログラム
ミニマリスト・プログラム（極小主義プログラム、最小主義プログラムともいう）は、原理とパラメターのアプローチの中でチョムスキーの1980年代末の講義及び論文から徐々に形成されていった研究の方針である。「極小主義者のテーゼ」（自然法則は無駄がない）に照らし合わせ、言語機能独自の装置と考えられるものを限りなくそぎ落としていき、必要最低限のものしか残さなかった場合、言語とはどのようなものになるか、ということを考えようという問題意識である。
まず音声の聴覚像、手話の視覚像、意味の三者をなくすと研究が不可能になるため、感覚-運動系と概念-意図系へのインターフェースに関わる条件は最低限必要である。これ以外に何が必要か。計算対象となる要素同士を結合する操作（併合）は必要であるが、それ以外はどうしても必要だという根拠がないかぎり採用しない、という原則をとる。
さらに従来から理論の「評価尺度」として取り入れられていた「経済性」の概念を明確化し、それが言語のどのような側面にどのように関わるか、ということを考察対象とする。また、計算の「最適性」ということも明確な問題とされ、その性質が考察されている。
このような流れの中で、「最適な言語のデザイン」という考え方が生まれ、これを帰無仮説として、決定的な経験的基盤なしにはいかなる装置も棄却されるようになった。
このようなプログラム遂行の中で今まで用いていた概念が大部分省略されることになった。例えばXバー理論は余分な句構造標識を記法として含んでいたが、主要部の選択関係と句構造構築の経過だけ見れば十分という素句構造（bare phrase structure）のもと、表示の経済性という観点から、余剰的となったXP、X'といった投射を表すための記号はすべて取り除かれた。また「統率」「束縛」というGB理論を特徴付けていた概念も、徹底的な検証によって別のものに置き換えられるか、取り除かれるかされている。
レクシコンと統語部門のインターフェイスとして派生の端緒を成していたD構造も解体され、派生の端緒としてはかつてのサイクルに相当するフェイズ（相）毎に語彙の小分けがなされたLA（語彙配列）、あるいはそれを行わないニューマレーションに置き換えられた。
このような問題意識の中で説明的妥当性ということに初めて着手できるようになったとされる。そしてこのことは言語の計算体系を他の認知体系や生物学的特性の中に位置づけうる見通しが立ちはじめている。

### 生成意味論と言語学戦争
1970年代までには、意味部門に変形規則を適用して直接表層構造に写像する生成意味論の研究が展開された。この理論は統語論で扱うべき対象を数多く供給したが、解釈意味論との間に激しい論争があり、その後消失した（言語学戦争と呼ばれている）。かつて解釈意味論が優れた理論だったため生成意味論は棄却された、との見方があったが、ハリスやゴールドスミスなどの研究によってこの見方は否定されている。生成意味論の研究者の一人であるジョージ・レイコフは認知言語学を提案し、生成文法を批判する最大の勢力となっている。
生成文法は他のいくつかの理論と対立してきた。生成意味論との論争はその最大のものである。しかし、対立した理論を常に完全に否定するわけではなく、対峙する理論の優れた点を自己の理論に取り込むということもしばしば行われている。たとえば、原理とパラメターのアプローチにおける原理の一つであるθ理論は、フィルモアの提示する格文法における深層格（意味役割）を参考にしている。また、ミニマリスト・プログラムにおいて、ますます重要性を増すLFも、その元となるアイディアは生成意味論が多く寄与している。その他、併合と素句構造は範疇文法やHPSGに見られる単一化（unification）に相当する。

## 多層的アプローチと単層的アプローチ
生成文法には、基底となる構造に対して変換を用いて表層的な構造を得るという多層的アプローチ（multi-stratal approach）と、変換を用いず同一の構造内での計算によって構造を得るという単層的アプローチ（mono-stratal approach）という2つのタイプがある。チョムスキーのアプローチは前者に相当する。

## 工学で用いられる生成文法
多層的アプローチで変換規則を用いる文法は少なく見積もってチョムスキー階層においてタイプ-2文法（文脈自由文法）より強力である。現実のコンピュータに対応するのは制限されたチューリングマシンである線状有界オートマトンであり、これが扱いうるのはタイプ-1文法（文脈依存文法）までである。実際に現在のコンピュータに変換規則を実装しようとすると、可能な組み合わせが指数関数的に増加し、組み合わせ的爆発（計算論的爆発）を起こす場合がある。そこで、1980年代前後より、コンピュータへの実装という観点でより現実的な、タイプ-2文法よりやや強力であるところに押さえた単層的アプローチとしての非変換論的生成文法が提案されている。中でも一般化句構造文法（GPSG）とその発展である主辞駆動句構造文法（HPSG）、TAG（Tree-Adjoining Grammar）などがコンピュータ科学においては変換論的生成文法よりも集中的に研究されている。

### HPSG
HPSG（主辞駆動句構造文法）はカール・ポラードとアイヴァン・サグが唱える生成文法の一種である。この理論は一般化句構造文法の直接の継承である。コンピュータ科学（データ型理論と知識表現）のような生成文法外の分野やフェルディナン・ド・ソシュールの記号の概念も採用している。並列処理を配慮した文法構成をしているため、自然言語処理の分野によく用いられる。HPSGの理論は原理群、文法規則群と通常は文法に属するとはみなされていないレクシコンから構成されている。形式化は語彙主義に基づいて行われる。このことはレクシコンが単なる語彙項目の羅列である、ということ以上のことを意味しており、レクシコン内部が豊かな構成を持っている。各語彙項目に階層構造を成す「タイプ」を立て記号を基本的なタイプとする。「語」はPHON （音声情報）とSYNSEM（統語情報と意味情報）という二つの素性を持ち、これらはさらに下位素性から構成される。記号と規則はタイプ付けされた素性構造として形式化される。HPSGの形式化に基づくさまざまな構文解析器（パーザ）が設計され、その最適化が最近研究されている。ドイツ語の文を解析するシステムの一例がブレーメン大学から公開されている。

### TAG
木接合文法（Tree-adjoining grammar、TAG） は計算言語学や自然言語処理でよく用いられているアラヴィンド・ジョーシの案出した形式言語である。文脈自由文法に類似しているが、書き換えの基本単位は記号ではなく樹である。文脈自由文法はある記号を他の記号列に書き換える規則を持つが、TAGは樹の節点を他の樹に書き換える規則を立てる。（木 (数学)及びツリーデータ構造を参照）。TAGにおける規則（「補助樹; auxiliary trees」として知られる）は「脚節点; foot node」という特殊な節点を葉とする樹状図で表される。根の節点と脚節点は同じ記号でなければならない。「始発樹」（文脈自由文法の始発記号と同じ）から始まる。書き換え操作は補助樹を（典型的には葉ではない）節点に付加（接合）することによって実行される。補助樹の根/脚のラベルは付加する節点のラベルと一致し、この操作で付加対象となる節点を上下に分割する。上方では付加している樹の根と結合し、下方では付加している脚と結合する。これがTAGのもっとも基本となるものである；もっとも一般的なTAGの変異形ではさらに「代入」と呼ばれる書き換え操作が加えられるし、また他の変異形では樹に複数の脚節点を持つ部分樹やさらなる拡張を許している。TAGは、弱生成能力に関してそれ自体を文脈自由文法よりやや強力にするような一定の特徴を備えているが、チョムスキー階層に定義されている文脈依存文法よりは弱いために、よく「やや文脈依存的な」文法であると特徴付けられる。やや文脈依存的な文法は、一般的な場合においてパーザを効率的に保ったまま自然言語のモデル構築としては十分強力である、という予想が提示されている。

## 生成文法への批判

### 言語機能の自律性と生得性に対する批判
認知言語学の分野から、比喩を含む語用論的な現象や他の様々な要因が、統語現象に大きな影響を及ぼしているとして、言語の自律性の仮説に批判がなされている。言語現象を、人間のあらゆる知的活動との関係の中で捉えるべきである、としている。また認知言語学は、生成文法の合理論についても、経験基盤主義的立場から批判している。

### 扱う言語データへの批判
個別言語を記述する立場からは、生成文法が英語圏で理論化を始めた後、その理論に都合の良い（顕在主語不可欠の英語中心に）言語や言語データを恣意的に選択していると批判される。また、生成文法の扱う構文が極めて限定的で、個別言語の体系的記述にたどり着かないという批判がある。さらに、データとして扱われる文の許容度に対する内省判断が恣意的であるとする批判もある。ただし、これは研究者の立場がやや記述寄りであるか理論寄りであるかによっても若干傾向が異なる。前者の場合は文の許容度を根拠にある程度帰納的に理論を展開するが、後者は理論から演繹的に文の許容度を示す場合もあり、計算上は矛盾が無くとも一般的な言語直観からはかけ離れたデータが示される場合がある。